# Dzień wagarowicza (film)
Dzień wagarowicza (ang. Senior Skip Day) – amerykański film komediowy z 2008 roku w reżyserii Nicka Weissa.

## Opis fabuły
Adam musi zorganizować imprezę z okazji dnia wagarowicza, ponieważ z jego winy dyrektor dowiedział się o poprzedniej lokalizacji imprezy.

## Obsada
- Gary Lundy - Adam  Harris
- Tara Reid - Ellen Harris
- Kayla Ewell - Cara
- Larry Miller - Frankfurt Dickwalder
- Lindsey Axelsson - Laura
- Texas Battle - Lamar Washington
- Brett Claywell - Carl Smith
- Jessica Morris - Denise
- Jackson Rathbone - Snippy
- Taryn Southern - Isha